# 威廉·沃勒姆
威廉·沃勒姆（William Warham，约1450年—1532年8月22日）是一名英格兰主教，1503年到去世为止是坎特伯雷總主教。

## 生平
其父罗伯特是一个佃农。他曾就读于温彻斯特公学和牛津大学新学院，毕业后在伦敦和牛津当律师。
他在1494年成为主事官，也参与过宫廷事务，安排过亨利八世的婚姻。1502年成为伦敦主教，1504年成为英格兰大法官和坎特伯雷大主教，1506年担任牛津大学校监。